# Pregador Luo
Luciano dos Santos Souza (São Paulo, 28 de julho de 1976), conhecido como Pregador Luo, é um rapper, produtor musical e compositor brasileiro. É conhecido por ter sido um dos fundadores e vocalistas do Apocalipse 16, sendo o único membro que participou de todos os discos. É também proprietário do selo 7 Taças e, atualmente, segue em carreira solo de forma independente.

## Carreira

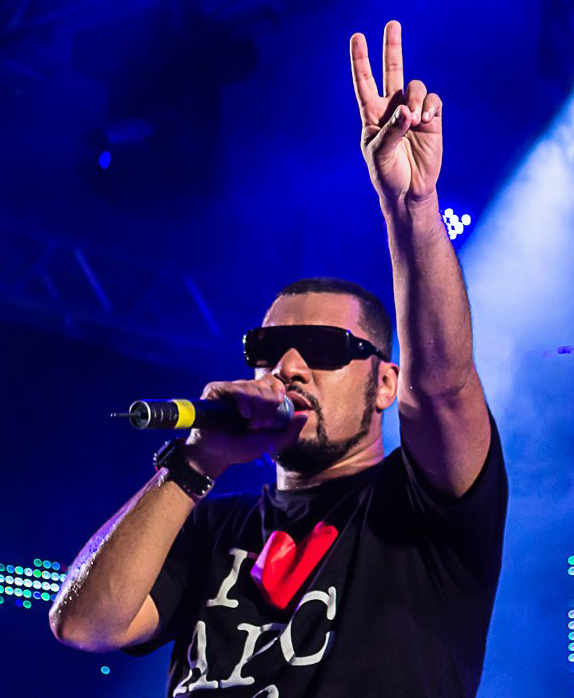
Pregador Luo em show

O rapper paulistano Pregador Luo, ou apenas Luo, tem mais de 30 anos de carreira, sendo 24 anos com o grupo Apocalipse 16, pioneiro no cenário do hip-hop cristão brasileiro.
Luciano se aventurava no rap desde 1988. Fundou a banda, inicialmente, junto com os rappers Charles MC e DJ Betico em 1996, lançando o primeiro álbum, ainda em vinil, Arrependa-se em 1998. Luo lançou seu primeiro álbum solo, o RevoLUOção, em 2003. O último trabalho com o nome do grupo foi com o CD e DVD ao vivo Árvore de Bons Frutos em 2010. Entre os artistas que fizeram parte da formação do grupo estão: Binho, Robert MC, Dj Negrito, Luciano Claw, Lito Atalaia e Júlio de Castro.
A partir de 2012 o rapper seguiu exclusivamente em carreira solo, com o CD Único-Incomparável em dois volumes, e em 2015 assinou com o selo cristão da gravadora Universal Music, parceria esta que durou até o fim de 2020. Foram lançados os CDs Governe!, RetransMISSÃO (Remixes), Nascido das Luzes, o DVD RetransMISSÃO (apenas no YouTube) e o EP Debaixo do Sol, último projeto distribuído pela gravadora, no segundo semestre de 2020. Em 2021 voltou a lançar músicas de forma independente pelo selo 7 Taças.
Como líder do grupo Apocalipse 16 já fez apresentações em diversos lugares no Brasil. É responsável pela elaboração dos temas de entrada de lutadores de MMA em campeonatos nos Estados Unidos e Japão. Também produziu temas para os jogadores de futebol Kaká e Zé Roberto, além de uma faixa homenagem ao Mussum. Já fez parceria com cantores/grupos do meio cristão e secular como: Ao Cubo, Emicida, Kamau, Trazendo a Arca, Fernanda Brum, Régis Danese, Racionais MCs, David Quinlan, Chrigor, Templo Soul, Charlie Brown Jr., PG, Cassiane, KLB, Ton Carfi, Péricles, entre outros.
Entre as músicas mais conhecidas do artista estão: Muita Treta, Já Posso Suportar, Bate Pesadão e Árvore de Bons Frutos.
Em 2020 se tornou embaixador da Taura MMA no Brasil.

## Vida Pessoal

### Depressão
Em 2018 Luciano expôs aos seus seguidores que estava sofrendo de depressão e que, por causa disso, não conseguia mais compor e nem mesmo ouvir música. Luo admitiu que já sofria desse mal há muito tempo, mas agora havia piorado. Recebeu comentários de apoio de diversos artistas do meio gospel e secular. Ele comentou que estava realizando tratamento profissional, além da ajuda de sua esposa, Alessandra Pagliaro, que também é psicóloga.
Em 2020 voltou a lançar músicas inéditas com o CD Nascido das Luzes, onde trouxe a temática da depressão e bipolaridade em algumas faixas.

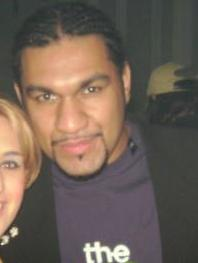
Pregador Luo em show em 2012

## Discografia

### Carreira solo
Álbuns
- RevoLUOção (2003)
- Música de Guerra - 1ª Missão (2008)
- Único-Incomparável (Vol. 1) (2012)
- Único-Incomparável (Vol. 2) (2012)
- Governe! (2015)
- RetransMISSÃO (Remixes) (2017)
- Nascido das Luzes (2020)
- Tempo (2021)
- Efêmero Atemporal (2022)

DVD
- RetransMISSÃO (Ao Vivo) (2019)

EP
- Debaixo do Sol (2020)
- Eólico Vapor (2022)
- Até o Final (2022)

Mixtapes
- Mixtape 1 Pregador Luo - 30 anos (2020)
- Mixtape 2 Pregador Luo - 30 anos (2020)

### Com oApocalipse 16
Álbuns
- Arrependa-se (1998)
- 2ª Vinda, a Cura (2000)
- Antigas Ideias Novos Adeptos (2001)
- D'Alma (2005)
- Ao Vivo (2006)
- Árvore de Bons Frutos (2009)

DVD
- Ao Vivo (2006)
- Árvore de Bons Frutos (2010)

Colaborativos
- Apocalipse 16 e Templo Soul (2006)

Coletâneas e Compilações
- 10 Anos (2006)
- Apocalipse 16 Pregador Luo Apresenta: 7T-SP (2007)